# Dirk Reinartz
Dirk Reinartz (* 15. September 1947 in Aachen; † 27. März 2004 in Berlin) war ein deutscher Fotograf und Hochschullehrer.

## Leben
Nach einer Fotografenausbildung beim Fotohaus Preim in Aachen studierte Reinartz bei Otto Steinert an der Folkwangschule in Essen. Ohne sein Studium abgeschlossen zu haben, wurde er 1971 als jüngster Reportagefotograf in der Redaktion des Stern eingestellt. Später arbeitete er für Magazine wie Merian und insbesondere das ZEIT-Magazin und die Kunstzeitschrift art.
Als Mitglied der Fotoagentur Visum ab 1977 waren die Themen seiner Reportagen vorzugsweise dokumentarischer Natur mit deutlichem politischem Bezug zu Deutschland und seiner Geschichte. Nach eigener Aussage wollte er nie mit erhobenem Zeigefinger arbeiten und entwickelte dafür eine eigene künstlerische Bildsprache.
Bekannt wurde er mit einer Serie über Bismarck-Denkmale und mit dem eindrucksvollen Zyklus totenstill (1994) über ehemalige Konzentrationslager. Reinartz lehrte zuletzt an der Muthesius Kunsthochschule Kiel Fotografie. Bemerkenswert ist auch seine Zusammenarbeit mit dem amerikanischen Bildhauer Richard Serra, dessen Arbeiten er über zwei Jahrzehnte weltweit mit der Kamera begleitete. Er lebte in Buxtehude und ist in Berlin, dem Ort einer seiner letzten großen Ausstellungen, im Alter von 56 Jahren verstorben.

## Werk
Die Welt, die Reinartz zeigte, war häufig gekennzeichnet von der Tristesse der gesellschaftlichen Zustände, der Ödnis der Groß- wie Kleinstädte und der Banalität des Alltäglichen, aber dennoch immer voller Zwischentöne. Farbe kam zuspitzend-pointiert wie in „Bismarck in America“ (2000) oder „Innere Angelegenheiten“ (2003) zum Einsatz.
Dirk Reinartz‘ großes Thema war die Auseinandersetzung mit Deutschland und den Deutschen: „Besonderes Kennzeichen: Deutsch“ hieß der vielsagende Titel einer 1990 erschienenen Publikation mit Reportagen aus den 1980er Jahren für das „Zeit-Magazin“. Ob im Auftrag oder später in freier Arbeit: Reinartz war auf der Suche nach Motiven, in denen sich so etwas wie eine deutsche Identität zeigte, in ihren Brüchen und Auswüchsen, in den historischen Verankerungen und in einer Neuorientierung nach 1989. Mentale Zustände und Befindlichkeiten, gesellschaftspolitische Entwicklungen und kulturelle Eigenarten der BRD der 1970/80er Jahre wurden in Reportagen über das Leben in einem Hochhaus (1982), die Verwaltung eines Hamburger Bunkers (1980), die Ausstattung von Spielplätzen (1982), die Situation in einem Arbeitsamt (1981) oder die türkischer Remigranten (1984), den Niedergang des Industriestandortes Rheinhausen (1988), den Kölner Karneval (1989), junge Politiker (1980–1982) oder die neu gegründete Partei „Die Grünen“ (1981) untersucht. Die deutsch-deutschen Beziehungen waren immer wieder Gegenstand seiner bildjournalistischen Arbeit, so in Beiträgen zu DDR-Umsiedlern (1984), Menschen in den Partnerstädten Jena und Erlangen (1987), Übersiedlern aus dem Westen in die DDR (1989) oder über das Zonenrandgebiet (1983). Mit der Deutschen Einheit 1990 setzte er seine vergleichende Herangehensweise fort, schaute nach Unterschieden und Gemeinsamkeiten etwa im Abiturjahrgang 1992 in Hagen und Wittenberge und beobachtete die Findungsprozesse einer nun gesamtdeutschen Gesellschaft. Seine in Reportageform veröffentlichten Bilder waren nie illustrativ, sondern entwickelten parallel zum Text eine eigenständige Erzählebene, die mitunter noch einmal andere inhaltliche Facetten anklingen ließ.
Zentrale Topoi in Dirk Reinartz’ Schaffen waren die deutsche Geschichte und Erinnerungskultur. Dem lange gepflegten und das Land in Form von Denkmälern überziehenden Kult um Otto von Bismarck als identitätsstiftender Figur ging Dirk Reinartz 1991 in „Bismarck“ nach. Die Reprise in Farbe folgte 2000 in den USA, als er den nach dem deutschen Reichskanzler benannten Ort Bismarck in North Dakota als typisch amerikanische Kleinstadt porträtierte.
Aus dem Werk von Dirk Reinartz ragt wohl als eindrücklichste Arbeit seine Beschäftigung mit den ehemaligen deutschen Konzentrationslagern heraus, publiziert und vielfach ausgestellt unter dem Titel „totenstill“. Die nationalsozialistische Vergangenheit war bereits Gegenstand verschiedener Reportagen, so über „Nazi-Kunst“ (1986), das Reichsparteitagsgelände in Nürnberg (1987) oder einen KZ-Überlebenden (1987). „totenstill“ aber ist eine typologisch angelegte Auseinandersetzung mit der Thematik des Massenmords über die baulichen Relikte der heutigen Gedenkstätten in Deutschland, den Niederlanden, Belgien, Österreich, Frankreich, der Tschechischen Republik und in Polen. Über einen Zeitraum von fast zwei Jahren fotografierte er diese Orte als stille und doch sprechende Architekturen, als menschenleere Stätten, die als solche das schmerzhaft Abwesende evozieren. Im strengen Schwarzweiß, dieselben Blicke an verschiedenen Orten wiederholend und die überall gleiche Infrastruktur der Anlagen herausarbeitend, wird in den Bildern die brutale Systematik des kalt organisierten staatlichen Tötens sichtbar.
„Deutschlandbilder“, so lautet der Untertitel seiner lakonischen Studie „Kein schöner Land“ über die deutsche bundesrepublikanische Verfasstheit, die Fotografien aus den Jahren zwischen 1978 und 1987 zusammenführt. Während Dirk Reinartz in seinen Anfängen in den 1970er und frühen 80er Jahren in Tradition der amerikanischen Street Photography Stadt durchaus als einen belebten und dynamischen Ort zeigt, leeren sich seine Stadtlandschaften im Verlauf der Jahre immer weiter und kommen am Ende zumeist ganz ohne Protagonisten aus. Diese sind allein präsent über die erkennbare Nutzung von Orten oder die Gestaltung architektonischer Situationen. Gerade die beiden posthum erschienenen Fotobücher über New York 1974 und den Hamburger Stadtteil St. Georg mit Bildmaterial aus dem Jahr 1981 zeigen diese Entwicklung im Vergleich zu seinem letzten von ihm selbst realisierten Projekt „Innere Angelegenheiten“ von 2003 in thematischer Fortschreibung in Color von „Kein schöner Land“ In knapp gefassten Bildausschnitten und fragmentierten Details radikalisiert sich seine Sichtweise auf eine statisch anmutende urbane Wirklichkeit – gleichermaßen aufschlussreich wie zutiefst ernüchternd.
Die amerikanischen Fotografen des New Topographic Movement sind für ihn ebenso von Einfluss gewesen wie sicherlich auch der Fotograf Michael Schmidt; ihn porträtierte Reinartz 1996, so wie zahlreiche andere Künstlerinnen und Künstler, viele im Auftrag für „art“. Die Kunst war ein weiterer inhaltlicher Schwerpunkt. Neben den Porträts, von denen eine Auswahl 1992 im durchweg farbigen Buch „Künstler“ präsentiert wurde, entstanden zahlreiche Reportagen zu diesem Komplex: über Museumsaufseher und -depots (1981/1983) oder Ausstellungen wie die documenta in Kassel. Seit den 1980er Jahren arbeitete Reinartz mit dem Bildhauer Richard Serra zusammen.
Analytische Schärfe und subtile Ironie verbinden sich in Dirk Reinartz’ Œuvre mit einer grundsätzlichen Empathie und Offenheit. Sein Versuch des Verstehens und die Suche nach Gründen für den jeweiligen Ist-Zustand eines Deutschlands der 1970er, 80er und 90er Jahre mittels fotografischer Recherche mag nicht zuletzt Modell dafür sein, wie mit der Gegenwart umzugehen ist.

## Publikationen
„Neben meiner Auftragsarbeit für den Stern und auch während meiner ganzen beruflichen Laufbahn war es mir immer sehr wichtig, eigene freie Themen zu bearbeiten“, hielt Dirk Reinartz 1998 fest. Neben Einzel- und Gruppenausstellungen war es zunehmend das Fotobuch, das zum Medium des Zeigens und Erzählens seiner Sicht auf die Dinge wurde. Bereits Mitte der 1980er Jahre hatte er in Kooperation mit verschiedenen Autoren begonnen, Bücher zu machen, zunächst mit noch eher journalistischer Ausrichtung wie „Pommern“ oder „Neue Heimat – eine Kleinstadt z. B. Buxthude“ (beide 1985). In den 1990er Jahren arbeitete er immer stärker konzeptuell mit seriellen und typologischen Ansätzen. Während das 1989 publizierte „Kein schöner Land“ aus bereits vorhandenem Archivmaterial zusammengestellt wurde, waren „Bismarck. Vom Verrat der Denkmäler“ (1991), „totenstill“ (1994) oder „Deutschland durch die Bank“ (1997) teils über längere Zeiträume hinweg verfolgte Projekte, für die Reinartz gezielt Orte aufsuchte, um Themen zu entwickeln und durchzufotografieren. In diesen mit dem Steidl Verlag realisierten Fotobüchern tritt hervor, was auch seine bildjournalistisch intendierten Fotografien auszeichnet: eine höchst präzise Bildsprache, kluge Kompositionen, die – oft architektonisch-räumliche und zumeist menschenleere – Situationen durchleuchten und offenlegen, was ihnen historisch, gesellschaftlich oder politisch eingeschrieben ist.

### Eigene Bildbände
- New York 1974
Göttingen 2007. ISBN 978-3-86521-526-0 (Rezension)
- Kein schöner Land. Deutschlandbilder
Göttingen 1989. ISBN 3-88243-127-X
- totenstill. Bilder aus den ehemaligen deutschen Konzentrationslagern
Göttingen 1994. ISBN 3-88243-324-8
- Innere Angelegenheiten
Göttingen 2003. ISBN 3-88243-947-5

- Work comes out of work. Fotografien zu Skulpturen von Richard Serra, Göttingen 2024. ISBN 978-3-96999-342-2

### Illustrationen
- Christian von Krockow: Die Reise nach Pommern in Bildern
Gütersloh 1987. ISBN 3-426-03997-4
- Christian von Krockow: Bismarck. Vom Verrat der Denkmäler
Göttingen 1991. ISBN 3-88243-175-X
- Fritz J. Raddatz: Bilder einer Reise – Heinrich Heine in Italien. Bucher Verlag, München und Luzern, 1989. ISBN 3 7658 0630 7
- Thomas Beyer: Backsteingotik in Norddeutschland
Köln 1996. ISBN 3-87909-500-0
- Valentino Parfums Three Dreams Very Valentino
Göttingen, Steidl 1998. ISBN 3-88243-591-7

## Nachlass
Der Nachlass von Dirk Reinartz wird gemeinsam von der Deutschen Fotothek und der Stiftung F. C. Gundlach in Hamburg bearbeitet. Dresden verwahrt das Archiv des Fotografen mit 370.000 Negativen und den dazugehörigen Kontaktbögen sowie rund 100.000 KB-Diapositiven. Ein kompletter Satz von Reinartz’ Prints, rund 10.000 Stück, befindet sich in Hamburg. Im Bestand der Deutschen Fotothek ist der Fotograf mit einer Auswahl von rund 2.200 Prints im Format von 24 × 30, 30 × 40 und 40 × 50 cm vertreten, die alle zentrale Themen seiner journalistischen und freien Arbeiten aus einem Zeitraum von den späten 1960er Jahren bis Anfang der 2000er Jahre zeigt. Ergänzt wird die Sammlung um Archivalien zu Reinartz’ Leben und Wirken sowie Belege von Veröffentlichungen in Magazinen wie „ZEIT-Magazin“, „stern“ oder „art“.

## Auszeichnungen und Mitgliedschaften
- 1995 Erster Preis der Stiftung Buchkunst für „totenstill“
- 1994 Kodak Fotobuchpreis für „totenstill“
- ab 1978 Mitglied der Deutschen Gesellschaft für Photographie (DGPh)
- 1975 Berufung in die Gesellschaft Deutscher Lichtbildner (heute Deutsche Fotografische Akademie)
- 1970 Erster Preis im Stern-Wettbewerb „Jugend fotografiert Forschung“

## Einzelausstellungen
- 2024 Dirk Reinartz - Fotografieren, was ist, LVR-Landesmuseum, Bonn
- 2023 Work comes out of work. Fotografien von Dirk Reinartz zur Entstehung von Skulpturen von Richard Serra, Situation Kunst (für Max Imdahl), Bochum (mit Publikation, ISBN 978-3-96999-342-2)
- 2017 Innere Angelegenheiten, Mauer-Mahnmal im Deutschen Bundestag, Berlin
- 2016 Schaubox, Galerie m Bochum
- 2013 Fotos aus Buxtehude, Kulturforum am Hafen e. V., Buxtehude
- 2012 Dirk Reinartz – Hamburg-St. Georg, Robert-Morat-Galerie, Hamburg
- 2011 totenstill, Goethe-Institut, Paris
- 2010 Dirk Reinartz. Fotografien, Suermondt-Ludwig-Museum, Aachen
- 2009 Skulpturen von Richard Serra und totenstill, Kunstverein Weiden
- 2008 New York 1974, Freelens Galerie, Hamburg
- 2007 New York 1974, Galerie m Bochum
- 2007–2008 Eine Ausstellungsreihe Dirk Reinartz zu Ehren: Deutschland durch die Bank und Besonderes Kennzeichen Deutsch; Kein schöner Land und Innere Angelegenheiten; Portraits und Künstlerportraits; New York; Richard Serra – Skulpturen; totenstill, Galerie m Bochum
- 2006 Bismarck; Bismarck in America, Galerie m Bochum
- 2004 Innere Angelegenheiten, Palais für aktuelle Kunst, Kunstverein Glückstadt
- 2004 Das Gesicht zum Bild, Künstlerportraits, Studio A, Museum für Konkrete Kunst, Otterndorf
- 2003 Innere Angelegenheiten, Martin-Gropius-Bau, Berlin
- 1999 IBA – Das Finale, Kraftzentrale Duisburg-Meiderich
- 1998 Deutschlandbilder 1978–1997, Galerie S., Aachen
- 1994–2001 totenstill, Ausstellungsreihe
- 1992 Künstler, Visum Galerie, Hamburg
- 1989 Kein schöner Land, Kunstsammlung der Universität Göttingen
- 1986 Neue Heimat, eine Kleinstadt, z. B. Buxtehude, Ausstellungen in den Goethe-Instituten in Dundee (Schottland), Umea (Schweden), Zagreb, Glasgow, Thessaloniki, Athen, Singapur, Tokio etc.
- 1984 Reportagen aus Deutschland, Fotogalerie Staatliche Landesbildstelle Hamburg
- 1983 Künstlerportraits, Galerie Abthaus, Buxtehude
- 1978 Dirk Reinartz/Visum, Photogalerie Lichtblick Dortmund und Schloss Laarne (Flandern, Belgien)
- 1977 Mit und ohne Auftrag, Fotogalerie Staatliche Landesbildstelle Hamburg
- 1975 New Yorker, Galerie an der Neupforte, Aachen